# Selenge
Selenge is een van de eenentwintig ajmguud (provincies) van Mongolië. De hoofdstad is Sühbaatar. Selenge ligt in het noorden van Mongolië. De noordgrens is tevens de landsgrens met Rusland, meer bepaald met de autonome republiek Boerjatië en de kraj Transbaikal.
In Selenge ligt de ajmag Darhan-Uul, die onafhankelijk werd van Selenge in 1994. Darhan-Uul is een enclave, omdat het volledig omgeven is door Selenge. Selenge telt 111.403 inwoners (2018) op een oppervlakte van 41.200 km².

## Geografie

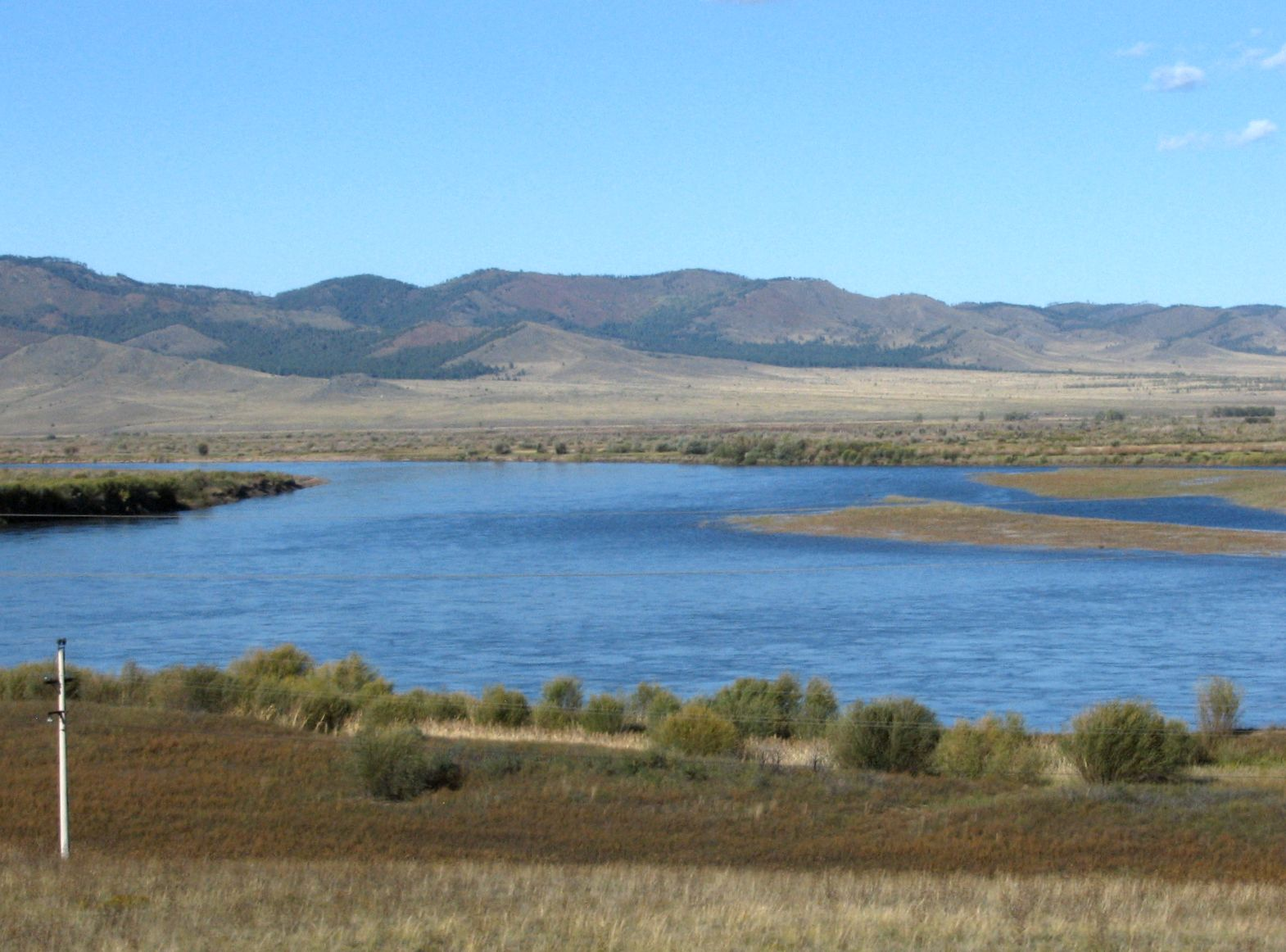
Selengarivier

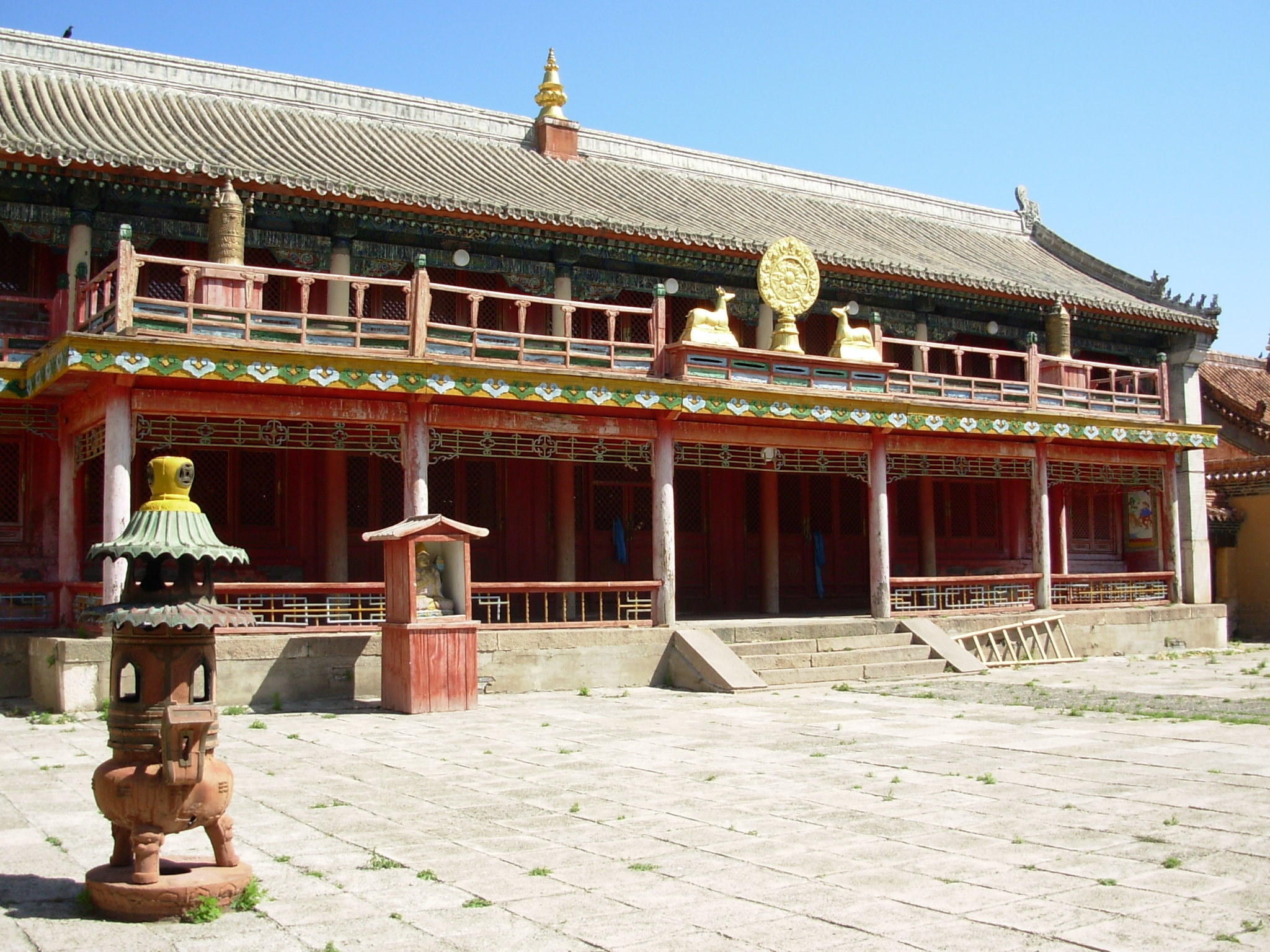
Amarbajasgalant klooster

Selenge ajmag heeft deels een bergachtig landschap, deels bestaat het uit een rivierbekken. Twee belangrijke rivieren zijn de Orhon en de Selenge, die in noordelijke richting door de ajmag stromen en circa 10 km ten zuiden van de grens met Rusland samenvloeien. In de wintermaanden zijn de rivieren bevroren. In het noordwestelijke deel van de regio wordt graniet gewonnen dat wordt gebruikt als bouwmateriaal. Verder is in de bodem steenkool, ijzererts en goud aanwezig.
In de Sum Mandal groeit 80% van de geneeskrachtige planten die in Mongolië worden geteeld.
Het bergachtige gebied bestaat grotendeels uit bos, in de riviervlakten komen graslanden met weidevegetatie voor.

## Economie
Selenge ajmag is de belangrijkste provincie voor het beoefenen van landbouw, het is er minder droog dan in het midden en zuiden van Mongolië. De meeste landbouwgrond bevindt zich in het bekken van de Orhon- en Selenge-rivieren. Ongeveer 40 procent van het graan van Mongolië wordt hier geproduceerd, verder is er een veestapel met meer dan 570.000 dieren. Er zijn ondernemingen op het gebied van houtverwerking, graanverwerking en voedselproductie.  Sühbaatar is een knooppunt van wegen, er gaat onder andere een weg naar Altanbulag en vandaar de Russische grens over. Sühbaatar heeft een station aan de spoorverbinding van de hoofdstad Ulaanbaatar naar Oelan Oede in Rusland.
Arhangaj · Bajan-Ölgi · Bajanhongor · Bulgan · Darhan-Uul · Dornod · Dornogovĭ · Dundgovĭ · Govĭ-Altaj · Govĭsümber · Henti · Hovd · Hövsgöl · Ömnögovĭ · Orhon · Övörhangaj · Selenge · Sühbaatar · Töv · Uvs · Zavhan